# Young Vic
Das Young Vic ist ein Theater in der Straße The Cut, nahe dem Südufer der Themse (South Bank) in London, Borough of Lambeth.
Das Theater wurde im Jahr 1970 von Frank Dunlop gegründet. Seit 2018 ist Kwame Kwei-Armah sein künstlerischer Leiter.

## Geschichte
In der Zeit nach dem Zweiten Weltkrieg wurde 1946 von dem Regisseur George Devine eine Young Vic Company als Ableger der Old Vic Theatre School gegründet, um klassische Stücke für ein Publikum im Alter von neun bis fünfzehn Jahren aufzuführen. Diese wurde 1948 eingestellt, als Devine und der gesamte Lehrkörper das Old Vic verließen.
1969 wurde Frank Dunlop Gründungsdirektor des Young Vic Theatre. Scapino, eine freie Adaption von Molières Scapins Streiche, die am 11. September 1970 am neuen Spielort als Produktion des Nationaltheaters aufgeführt wurde.
Ursprünglich zum Nationaltheater gehörend, wurde das Young Vic Theatre 1974 ein unabhängiges Schauspielhaus.
Ziel war es, ein offenes Theater zu schaffen, das hohe Qualität zu geringen Kosten in einem zwanglosen Umfeld bietet. Das Ziel war es, ein junges Publikum anzusprechen, aber dieses Mal nicht speziell Kinder.

„Unser Gedanke ist es, Stücke für ein junges Publikum zu entwickeln, eine experimentelle Werkstatt für Autoren, Schauspieler und Produzenten.“

## Das Theater
Im Jahr 1970 wurde der Bau des Theaters durch Frank Dunlop abgeschlossen. Das Gebäude befindet sich in der Straße The Cut. Aus einer ehemaligen Metzgerei und einer angrenzenden Ruine des Bombenkrieges war ein Theater mit einer kühnen, glänzenden, roten Holzlattenbestuhlung für den Zuschauerraum geworden.
Der Zuschauerraum mit Schubbühne hat eine ungefähre Kapazität von 420 Plätzen, obwohl die Konfiguration und die Kapazität je nach der Gestaltung der einzelnen Produktionen variieren können.
In den 2000er Jahren führte das Theater ein umfangreiches Umbau- und Erneuerungsprojekt durch, das von den Architekten Haworth Tompkins entworfen wurde und die Sichtbarkeit des Theaters in The Cut erhöht hat. Neben dem Haupthaus des Young Vic gibt es jetzt zwei kleinere Theaterräume. Das Maria, benannt nach der Theatermacherin Maria Björnson, ist mit einer Kapazität von 150 Plätzen der größere der beiden Räume. Das Clare, benannt nach der ehemaligen künstlerischen Leiterin des Young Vic und des Sheffield Crucible, Clare Venables, bietet 70 Plätze. Wie das Haupthaus verfügen auch die beiden kleineren Säle über eine flexible Bestuhlung, die je nach Inszenierung angepasst werden kann.
Das Young Vic führt sowohl neue Stücke als auch klassische Stücke auf, letztere oft in innovativen Inszenierungen. Trotz seiner geringen Größe zieht das Young Vic, ähnlich wie das Almeida Theatre, seit seiner Gründung bekannte Schauspieler an. Dazu gehören Ian Charleson, der 1972–74 sein denkwürdiges Debüt am Young Vic gab, und Vanessa Redgrave, Helen Mirren, Judi Dench, Timothy Dalton, Robert Lindsay, Willard White, John Malkovich, Michael Sheen und Arthur Lowe.
Die Rockband The Who gab Anfang 1971 wöchentlich kostenlose Konzerte im Young Vic, um ihr späteres Meisterwerk Who’s Next einzustudieren. Eines dieser Konzerte wurde auf der Deluxe-Edition dieses Albums veröffentlicht.
Eine Gedenkstätte an der Südostecke des Theaters erinnert an die 54 Menschen, die 1941 während der deutschen Luftangriffe („The Blitz“) in den Kellern des ehemaligen Gebäudes auf dem Gelände ums Leben kamen.

## Künstlerische Leiter
- Frank Dunlop (1968–1971), auch Intendant
- Michael Bogdanov (1971–1973)
- David Thacker
- Julia Bardsley und Tim Supple (gemeinsam)
- Tim Supple
- David Lan (2000–2018)
- Kwame Kwei-Armah (seit 2018)

## Auszeichnungen (Auswahl)
- 2008 – Laurence Olivier Award für die beste Neuinszenierung eines Musicals (Best Musical Revival)
- 2016 – Laurence Olivier Award für die beste Neuinszenierung (Best Revival)
- 2019 – Laurence Olivier Award für die beste neue Produktion (Best New Play)

## Produktionen (Auswahl)
seit Februar 2019:
- Tod eines Handlungsreisenden von Arthur Miller.

März 2018 – Februar 2019:
- Was ihr wollt von William Shakespeare.

März 2014 – Februar 2015:
- Glückliche Tage von Samuel Beckett.

März 2012 – Februar 2014:
- Ein Volksfeind von Henrik Ibsen.
- Die Schöne und das Biest Bühnenadaption.
- Glückliche Tage von Samuel Beckett.

Januar 2011 – Februar 2012:
- Jesus von Texas – nach dem Buch von DBC Pierre.
- In der Strafkolonie von Franz Kafka. Aufgeführt von der ShiberHur Theatre Company, Palästina.
- Hamlet von William Shakespeare. Regie: Ian Rickson. Mit Michael Sheen als Hamlet.
- Wilde Schwäne nach dem Roman von Jung Chang.

September 2010 – Januar 2011:
- Die Glasmenagerie von Tennessee Williams. Musik: Dario Marianelli. Mit Leo Bill, Deborah Findlay, und Sinéad Matthews.

Januar 2009 – April 2009:
- König Lear von William Shakespeare. Regie: Rupert Goold. Mit Pete Postlethwaite als König Lear.

Juni 2007 – Januar 2008:
- Mein Leben in Rosarot nach dem gleichnamigen Film.
- Das Mädchen Frankie von Carson McCullers.
- A Christmas Carol, von Charles Dickens, Adaption und Regie: Mark Dornford-May.

Oktober 2006 – Juni 2007:
- Jesus von Texas – nach dem Buch von DBC Pierre.

## Digitales Theater
Das Young Vic gehörte zu den ersten Theatern, die Bühnenstücke als Video Downloads verfügbar machten. Eine der ersten Produktionen dieser Art war die Adaption von Ein Bericht für eine Akademie von Franz Kafka.